# 南亞路德會神學院

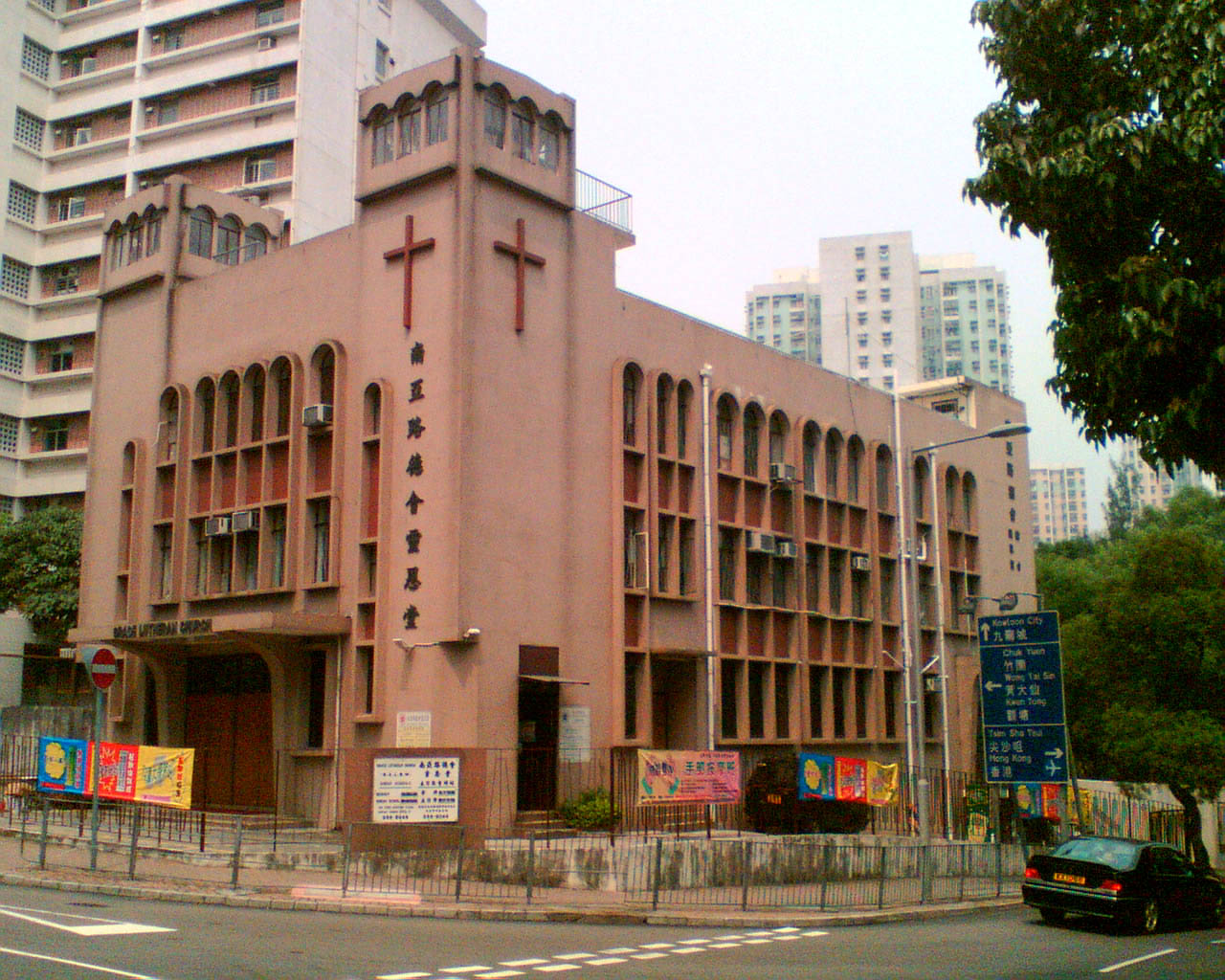
南亞路德會靈恩堂

南亞路德會神學院（South Asian Lutheran Seminary）於1984年成立，位於九龍廣播道4號2樓。入學資格需要是南亞路德會屬下堂會的會友。

## 設施
南亞路德會神學院設有3間課室、1間圖書館、1間音樂室和1間辦公室。

## 外部連結
- 南亞路德會神學院